# 舟越康壽
舟越康壽（日语：／ Funakoshi Yasuju，1901年12月13日—1971年6月27日）是一名日本經濟學家和歷史學家。

## 生平
舟越出生於鳥取縣日野郡。1921年畢業於鳥取師範學校，1925年3月畢業於廣島高等師範學校。此時，他將姓氏改為岡。同年，他擔任岐阜縣立大垣高等女學校教師，1927年任廣島縣立府中中學校教師，1929年至1933年3月擔任熊本縣立御船中學校教師。1933年4月，他考入廣島文理科大學，並完成畢業論文《墨洛溫王朝的土地制度發展》，於1936年3月畢業於該大學西洋史學科。畢業後，他擔任該大學西洋史學教室副手，隨後於1940年成為文部省圖書監修官補。其後，他受聘於文部省民族研究所，並於1945年擔任立命館專門學校講師，1946年升任教授。
1949年，他成為專修大學和橫濱市立大學的教授。1960年，他以《金澤稱名寺寺領的研究》獲得慶應義塾大學經濟學博士學位。1965年，他從橫濱市立大學退休，成為名譽教授。1967年，札幌大學創校，他被任命為教授，並兼任經濟學部長及學生部長。1968學年度，他從札幌大學教授職位退休。1969年，他轉任城西大學及明星大學教授。

## 著作
- 三省堂　1943
- 1953　横浜市立大学紀要
- 政治経済史学会　1965
- 大空社　1998　アジア学叢書
- 文芸社　2003

## 翻譯
- 新見吉治創元社　1941　日本文化名著選
- 盧約·布倫塔諾日本評論社　1944　西洋経済史名著選集